# Як-9
„Як-9“ е съветски самолет-изтребител от Втората световна война и следвоенни години.
Разработен е от конструкторското бюро на Яковлев. Това е най-масовият съветски изтребител от този период – общо са произведени 16 769 броя. В средата на 1944 г. броят на самолетите Як-9 от различни модификации е по-голям от броя на всички останали изтребители в Червената армия взети заедно. Произвеждан е серийно от 1942 г. до 1948 г.
В конструктивно отношение Як-9 е по-нататъшно развитие на изтребителя Як-7 и въпреки че малко се различава на външен вид от него, полетно-техническите му характеристики са доста по-добри. За прототип на първите серийни Як-9 служи облекчен вариант на модификацията Як-7ДИ. Новият самолет е лесен за управление и много маневрен и в хоризонталната, и във вертикалната плоскост.
Въоръжението на базовия Як-9 е същото като при Як-7ДИ: оръдие ШВАК с боезапас 120 патрона и една синхронизирана картечница УБС с боезапас 200 патрона. Полетната маса е увеличена спрямо Як-7ДИ до 2870 kg.
За първи път е използван в бой през втората половина на декември 1942 г. при съветското контранастъпление при Сталинград.
Най-характерната особеност на Як-9 е големият ресурс за модернизиране в различни направления. Създадени са 22 модификации на самолета, от които 15 са произвеждани серийно. Модификациите включват фронтови изтребител с обикновено и тежко въоръжение, изтребител с голям обхват за съпровод на бомбардировачи, изтребител-бомбардировач, изтребител за фоторазузнаване, височинен изтребител-прехващач, двуместен невъоръжен „пътнически“ самолет със специално предназначение, двуместен учебно-тренировъчен изтребител.

## Модификации

### Як-9Б
Модификация на Як-9Д. В отсека зад пилотската кабина са монтирани четири тръби в които могат да бъдат окачвани четири 100 kg бомби или четири касети по 32 противотанкови кумулативни бомби по 1,5 или 2,5 kg. Преминава изпитания през март 1944 г. Използван от декември 1944 до февруари 1945 г. Общо са произведени 109 Як-9Б.

### Як-9В
Учебно-тренировъчен самолет с 20 mm оръдие ШВАК позволяващо да се тренира и стрелба при полет. Произвеждан от август 1945 г. в продължение на две години. Произведени са 793 броя от които 456 са нови а 337 са преработени от Як-9М. В продължение на няколко години след войната Як-9В е основен учебно-тренировъчен самолет на ВВС на СССР.

### Як-9Д
Отличава се с увеличен запас от гориво – 480 kg в четири резервоара в сравнение с 320-те kg на базовия Як-9 разположени в два резервоара. Максималната далечина на полет достига 1400 km. Произвеждан от март 1943 г. до май 1944 г. Общо са произведени 3068 Як-9Д.

### Як-9ДД
Модификация на Як-9Д с увеличен запас от гориво – 630 kg в осем резервоара. Максималната далечина на полет е увеличена до 1800 км. Създаден за съпровождане на бомбардировачите Ту-2 и Пе-2. Въоръжението е като на базовия вариант – 20 mm оръдие и 12,7 mm картечница, но пилотската кабина е изместена назад както при Як-9Т. През август 1944 г. група от 12 Як-9ДД е прехвърлена в съюзническата авиобаза до град Бари за съпровод на транспортните C-47 доставящи помощ за Югославските партизани. Самото прехвърляне е директен полет от почти 1300 km предимно над територия на противника. За времето прекарано в Италия групата изпълнява 150 бойни полета. Як-9ДД са използвани и за съпровод на B-17 и B-24 при бомбардировки в Румъния по маршрута Полтава – Бари.

### Як-9К
Модификация на Як-9Т с 45 mm оръдие НС-45. Заради силния откат оръдието е снабдено с характерна дулна спирачка, но въпреки това при стрелба на ниска скорост създава проблеми при управлението на самолета. Масата на секундния залп достига 5,53 kg. Между април юни 1944 г. е произведена серия от 53 Як-9К.

### Як-9Л
Първоначалното обозначение на Як-9Б.

### Як-9М
Развитие на Як-9Д с фюзелаж от Як-9Т т.е. с преместена назад пилотска кабина а също и много други подобрения. В края на 1944 г. Як-9М се произвежда с по-мощния и по-малко височинен двигател Вк-105ПФ-2, което дава известно увеличение на скоростта и скороподемността на малки височини. Един от най-масовите самолети на съветските ВВС. Общо са произведени 4239 броя Як-9М.

### Як-9 М-106ск
Експериментален изтребител произведен в единствен екземпляр. Целта е подобряване на характеристиките на Як-9 за сметка на по-мощен двигател с компресор M-106ск, но изпитанията започнали през октомври 1942 г. показват проблеми с двигателя и проектът е спрян.

### Як-9 М-107А
Експериментален изтребител произведен в единствен екземпляр и изпитван през декември 1942 г. Перспективният двигател М-107А предоставя значително по-голяма мощност от серийния М-105ПФ при същите габарити, но се оказва твърде ненадежден.

### Як-9П
Експериментален вариант на Як-9 с 20 mm оръдие ШВАК на мястото на синхронната картечница УБ. Създаден през март 1943 г.
Модификация на Як-9У с по-съвършено и разнообразно радиооборудване което се обновява и усъвършенства по време на производството на самолета. Увеличен е и обема на резервоарите в крилата. Въоръжението се състои от две синхронни оръдия Б-20С и унифицирана централна оръдейна установка както на Як-9УТ. Произвежда се от 1946 г. до декември 1948 г. Отначало се произвеждат с изцяло метално крило а от 1947 г. цялата конструкция на самолета е метална. В края на 1947 г. е снабден с реверсивно витло което намалява дължината на пробега при кацане наполовина и намалява риска от преобръщане при рязко спиране. Общо са произведени 801 броя от които 772 изцяло метални. Як-9П е бил на въоръжение в СССР, Албания, България (30 бр.), Унгария, Полша (131 във ВВС и поне 2 броя във Военноморската авиация), Китай, Югославия (95 бр.).

### Як-9ПД
Разработен във връзка с полетите на немските разузнавателни самолети Ju-86r-1 над Москва започнали през юли 1942 г. Як-9ПД е снабден с височинен двигател М-105ПД и въоръжен само с едно 20 mm оръдие ШВАК. През април 1943 г. са произведени 5 броя. В началото двигателят прегрява и работи нестабилно на голяма височина поради което не самолетът не успява да изпълни основната си задача. През следващата година Як-9ПД постепенно е усъвършенстван като първоначално двигателят е подобрен а по-късно и замемен с по-височинния М-106ПВ, съществено е намалено теглото на самолета, променена е охладителната система заменени са също витлото и крилото като новото е с по-голям размах. В усъвършенсването са включени и специалисти от ЦАГИ и ЛИИ, проведени са изпитания в аеродинамична тръба, но така е не успяват да осъществят прехват на немски разузнавач. Чак през април 1944 г. когато М-106ПВ е оборудван със система за впръскване на водно-спиртна смес е постигната приемлива работа на двигателя. През 1944 г. Як9-ПД е произвеждан на базата на Як-9У като се отличава с рекордно ниска полетна маса за всички изтребители на Яковлев от периода на войната – само 2500 кг. Височината на полета достига 13 km. По това време обаче немските самолети вече не достигат Москва и Як-9ПД не е изпробван в бой. Общо са произведени 35 броя – всичките за целите на Московската ПВО.

### Як-9Р
Разузнавателен вариант произвеждан на малки серии на основата на базовия Як-9 или Як-9Д при който в отсека зад пилота е монтиран фотоапарат. На много места фотоапаратът е монтиран в полеви условия в серийни Як-9.

### Як-9С
Създаден на базата на Як-9М с двигател ВК-105ПФ-2. Въоръжението е от 23 мм оръдие НС-23 и две синхронизирани 20 мм оръдия БС-20С. Преминава държавни изпитания през септември 1945 г. но не отговаря на съвременните изисквания и не е произвеждан серийно.

### Як-9Т
Между цилиндрите на V-образния двигател М-105ПФ е монтирано 37-mm оръдие НС-37. Заради големите дължина и тегло на оръдието пилотската кабина е преместена с 40 cm назад а конструкцията е усилена. Боезапасът е 30 – 32 патрона за оръдието НС-37 и 200 – 220 патрона за синхронната картечница УБ. Масата на секундния залп е 3,74 kg. 37-милиметровото оръдие позволява стрелба от по-далечна дистанция. Използван е успешно за атаки на наземни цели а в края на 1943 г. е използван и срещу морски цели в Черно море. От март 1943 г. до юни 1945 г. са произведени 2748 броя Як-9Т.

### Як-9ТД
Модификация на Як-9Т с увеличено количество гориво в четири резервоара както на Як-9Д. Произвеждан през 1944 г.

### Як-9ТК
Модификация с усилена конструкция на отделните възли и унифицирана система за монтаж на централното оръдие, която позволява в полеви условия да се монтират различни оръдия – 20 mm ШВАК, 23 mm ВЯ-23, НС-37 или НС-45. Създаден през втората половина на 1943 г.

### Як-9У
В края на 1943 г. се появяват два изтребителя с обозначение Як-9У. Единият с двигател М-107А, другият с М-105ПФ-2. Освен различният двигател съществено е усъвършенствана и аеродинамиката. Маслорадиаторът е преместен назад в централната част на крилото, платнената обшивка на опашната част е заменена с шперплат, подобрена е херметизацията и други по-дребни доработки. Въоръжението се състои от централно оръдие (23 mm на самолета с М-105ПФ-2 и 20 mm с М-107А) и две синхронни картечници с калибър 12,7. Вариантът с М-107А е признат за най-добър от всички изтребители преминали изпитания на съветските ВВС и въпреки редица недостатъци в двигателя и охладителната система е започнато производство през април 1944. В края на 1944 проблемите с охлаждането са оправени. Як-9У се счита за един от най-сполучливите съветски самолети за периода на ВСВ. Самолетите от този тип са били на въоръжение в СССР, България (30 бр.) и други страни.

### Як-9УВ
Учебно-тренировъчен самолет на базата на Як-9У с двигател ВК-107А. Изработен през октомври 1945 г. Не е произвеждан серийно.

### Як-9УТ
Тежковъоръжена модификация на Як-9У с три оръдия – 37 mm централно оръдие НС-37 и две синхронни 20 mm Б-20С. Произвеждан от февруари до април 1945 г. Общо са произведени 282 броя.

### Як-9 „Курьерский“
Предназначен за превоз на един пътник във фронтови условия. Представлява смесица от Як-9ДД и Як-9В без въоръжение. Изработен в единствен екземпляр през лятото на 1944 г. но преминава само заводски изпитания и не е представян пред държавна комисия.